# Унбінілій
Унбінілій (лат. Unbinilium, Ubn) — тимчасова назва для хімічного елемента з атомним номером 120.
Елемент стане другим у восьмому періоді періодичної системи елементів.

## Історія
Назву «Унбінілій» використовують як тимчасову в статтях про пошук елемента 120.
У 2006—2008 роках при спробах синтезу елемента 124 унбіквадія на Великому національному прискорювачі важких іонів (GANIL) вимірювання прямого і запізнілого розподілу складових ядер показали сильний стабілізуючий ефект протонної оболонки також і при Z = 120 — непряме свідчення унбінілія.